# اشلیکر ای‌اس‌اچ ۲۵
اشلیکر ای‌اس‌اچ ۲۵ (به انگلیسی: Schleicher_ASH_25) یک هواگرد ملخ‌پیشین تک‌موتوره از نوع sailplane ساخت شرکت Schleicher است. در مجموع، تعداد ۲۶۰+ فروند از این هواگرد ساخته شده‌است.
طراح این هواگرد، Martin Heide بود.